# Syrena. Księżycowa opowieść
Syrena (tyt. oryg. The Sea Lady) to powieść fantastyczna brytyjskiego pisarza H.G. Wellsa, zawierająca niektóre aspekty baśni. Została pierwotnie opublikowana w odcinkach od lipca do grudnia 1901 w Pearson's Magazine. 
Inspiracją do powstania powieści było spojrzenie Wells na May Nisbet, córkę krytyka dramatu Timesa, w kostiumie kąpielowym, kiedy przyjechała z wizytą do Sandgate. Wells zgodził się opłacać jej naukę po śmierci jej ojca.
Przedstawiając legendarne stworzenie działające w prozaicznym, ówczesnym, szlachetnym społeczeństwie angielskim, książka wyraźnie wpisuje się w definicję współczesnej powieści fantastycznej, jeszcze nie rozpoznawanej wówczas jako odrębny podgatunek.

## Fabuła
Misternie opowiedziana historia dotyczy syreny, która przybyła na brzeg południowego wybrzeża Anglii w 1899 roku. Syrena udaje chęć zostania częścią  społeczeństwa (pod pseudonimem „Miss Doris Thalassia Waters”), choć jej prawdziwym zamysłem jest uwieść Harry'ego Chatterisa, mężczyznę, którego widziała "kilka lat temu" na „Morzu Południowym - w pobliżu Tonga” i któremu spodobała się. Ujawnia to sama w rozmowie z drugim kuzynem narratora, Melville'em, przyjacielem rodziny, która adoptowała „Miss Waters”. Jako istota nadprzyrodzona nie robi na niej wrażenia fakt, że Chatteris jest zaręczony z panną Adeline Glendower. Syrena wstrząsa wiarą Chatterisa i Melville'a w normy i oczekiwania ich społeczeństwa, mówiąc im enigmatycznie, że „są lepsze sny”. W końcu Chatteris nie jest w stanie oprzeć się jej powabnym urokom, choć poddanie się rzekomo oznacza jego śmierć.

## Wydania polskie
- Syrena: księżycowa opowieść, tłum. F. Arnsztajnowa, wyd. 1927, 1929, 1939, 2018